# Néo-catholiques
Les néo-catholiques (en espagnol : neocatólicos ; surnommés péjorativement neos ou carcas par leurs détracteurs) sont les partisans d’un courant politique ultra-catholique et d’extrême droite de la deuxième moitié du XIXe siècle, apparu au cours du règne d'Isabelle II,,.

## Présentation
On peut au départ y discerner deux courants : les donosianos, partisans de Juan Donoso Cortés, et les nocedalinos, de Cándido Nocedal,.
Ils incarnent avec le carlisme l’un des principaux courants de la contre-révolution, opposée au libéralisme et au républicanisme. Selon les circonstances, ils ont pu se rapprocher des traditionalistes ou des secteurs radicaux du Parti modéré.
Après la révolution de 1868 qui renverse Isabelle II et tente d’instaurer un régime démocratique, ils tendent à rejoindre les rangs du carlisme, Plus tard dans le XIXe siècle, durant la Restauration, et à la différence des carlistes vétérans, ils auront une certaine présence dans les gouvernements du Parti conservateur. En 1888, une grande partie d'entre eux participe à la fondation du Parti intégriste.
Les néo-catholiques attaquaient les krausistes, qu’ils qualifiaient de « panthéistes » et d'« anti-catholiques ».
Parmi les figures néo-catholiques les plus notables figurent Cándido Nocedal, Antonio Aparisi Guijarro, Gabino Tejado, Eduardo González Pedroso (es) et Juan Manuel Ortí y Lara (es).